# Alcoleja (Osca)
Alcoleja (en aragonès: Alcoleya de Cinca i en castellà: Alcolea de Cinca) és un municipi aragonès situat a la província d'Osca i enquadrat a la comarca del Cinca Mitjà. El nom Alcolea prové de l'àrab al i caliza que vol dir «el castell» o «la fortalesa». Hi ha dades de la població des del segle xi. Partit judicial d'Osca, bisbat de Barbastre-Montsó. Ubicada sobre terreny en part muntanyós i en part pla, i distant uns 25 km de Selgua, que és l'estació de ferrocarril més propera en la línia de Lleida a Saragossa. Té fàbriques de teixits, sabó, farina, bòbiles, i en el seu terme, de terra fèrtil, s'hi cull cereal, vi, oli i fruites, i si troba caça abundant. Aquesta vila fou presa als àrabs per Alfons I el 1126; novament la prengueren els àrabs, i el 1140 la reconquistaren definitivament els cristians.